# Turnu Roșu, Sibiu
Turnu Roșu (în dialectul săsesc Ridenturm, în germană Rothenturm, în maghiară Vöröstorony, Verestorony, în limba latină Rubra Turris ) este satul de reședință al comunei cu același nume din județul Sibiu, Transilvania, România.

## Așezare
Localitatea se află situată la 24 km sud de Sibiu și la o distanță de 79 km sud de Mediaș , pe malul Oltului, în apropierea defileului cu același nume.
Altitudinea medie este de 450 metri. 	
Locul unde se află vatra comunei a fost fundul unei mări care se numea Marea Eocenica. Pe înălțimile din jurul comunei, săpând pentru extragerea pietrei de var, localnicii din vechime au descoperit pietrificate viețuitoare marine. Locul,denumit de localnici „Lunca lui Cercel”, este rezervație geologică de calcare eocene.
 " Pământul comunei Porcești începe lângă pământul Sebeșului de sus la malul Oltului în punctul unde râul Sebeșulului de sus se varsă în Olt, apoi merge pe acest rău în sus până la crucea de lângă drum. Dincolo merge pe dinsus de moară Porceștilor până la Stejerie, apoi în Poduri la Plopi unde se află un semn de hotar. 

 De acolo merge pe deal în Puțuri (Sipote) la Purcitura apoi la Crucea din Muncei, de acolo la Râpă Roșie la capătul căreia de asemeni se află un semn de hotar. De acolo merge la Curmătura Fertului apoi spre munte la Piatră Rea, apoi în Izvorele unde este adăpătoare de vite comună cu cele din Sebeșul de jos, apoi în Chica Fedeleșului unde atinge hotarul Munteniei. De acolo merge în culmea muntelui până la Piatra Lacului, apoi în Piatra Albă pe Strunga Draculei iar de aici pe Valea Lui Frate până la Olt. De acolo se reîntoarce pă malul Oltului în sus în apropiere de Turnu Roșu trece dincolo de Olt la capul Gârlei. Merge pe Gârlă în Gruiul Chircii și de acolo pe Vârful Măgurii până în pârâul lui Hirsch. De acolo o ia pe sub Gârlă până la Olt și merge pe Olt în sus până la puntul unde se varsă în el Râul Sebeșului. " 

## Istoric
Turnu Roșu este, la origine, o construcție militară defensivă, ridicată de sași în 1360, lângă Boița, județul Sibiu. A fost terminată în 1370 sub regele Ludovic I al Ungariei, în scopul supravegherii defileului râului Olt, fiind situată în apropierea vechii frontiere cu Țara Românească.
Prima atestare documentară apare în diploma latină a regelui maghiar Ladislau al V-lea din anul 1453, prin care comuna a fost încorporată la cele Șapte Scaune ale provinciei Cibiniensis și dată în administrarea celor Șapte Juzi, împreună cu alte șașe comune învecinate: Boița (dialectul săsesc  Issenderf, germană Ochsendorf, maghiară Bojca), Tălmacel ( germană Klein-Talmesch, maghiară Kistalmács ), Plopi, Sebeșul de Jos ( dialectul săsesc Schäis, germană Unter-Schewesch, maghiară Oltalsósebes ), Sebeșul de Sus ( germană Ober-Schewesch, maghiară Oltfelsősebes ) și Racovița ( dialectul săsesc Rakevets,, germană Rakovitza, maghiară Rákovica / Oltrákovica ) . Dintre acestea comuna Plopi nu mai există de peste 400 de ani.
Extras din diploma regelui maghiar Ladislau al V-lea :
Dat în Pojon la anul 1453, în anul al XIII-le a al Domniei Noastre.
În 1602, în noiembrie, a fost o bătălie lângă Turnu Roșu între oștile lui Radu Șerban, ajutat de o armată a Imperiului Austriac și de diverși mercenari printre care și John Smith⁠(d) și armatele reunite ale lui Ieremia Movilă, ale tătarilor și turcilor. Bătălia a fost câștigată de alianța lui Ieremia Movilă. John Smith a fost luat prizonier de către turci și vândut ca rob
În 1653, domnitorul român, Matei Basarab ridică o biserică pe aceste locuri. Zidurile au grosimea de aproape 1 metru. A fost pictată în frescă la interior și exterior. Arhitectura bisericii este în stil muntean, existând asemănări cu biserici din județul Argeș și Dâmbovița. Turnul înalt, în stil gotic, a fost ridicat în anul 1750. În 1828 incinta a fost mărită datorită numărului mare de credincioși. Această biserică fiind și singura cititorie a lui din întregul Ardeal, în prezent școala generală din comună îi poartă numele.
De-a lungul timpului și-au făcut apariția pe meleagurile satului diferite personalități ale evului mediu precum Neagoe Basarab, care ar fi ridicat o biserică ale cărei ruine nu s-au descoperit nici până în ziua de azi.
Legenda spune că Turnul Roșu își datorează culoarea sângelui vărsat fără succes de armatele turce, care nu au reușit niciodată să îl cucerească. Prin extensie, trecătoarea situată în Carpații Meridionali, în defileul Oltului, a luat numele de Pasul Turnu Roșu ( în germană Roter-Turm-Pass, în maghiară Vöröstoronyi-szoros).
Pâna în anul 1966 numele satului nu era Turnu Roșu, numele era Porcești, gara în care staționau trenurile se numea Turnu Roșu dar numele localități era Porcești (în dialectul săsesc Portschescht/ Porkendorf, în germană Schweinsdorf, în maghiară Porcsesd).

## Evoluția numelui în timp
- 1364 - Gyznoyow
- 1366 - Diznoio, Dyznoio.
- 1369 - Diznoyo
- 1370 -  Dyznoyou
- 1380 - Diznoyow, Dyznoyow
- 1383 - Gyznoyo
- 1385 - Dyznov
- 1470 - Weresthoron
- 1488 – Porckendorf
- 1496 - Portschest
- 1508 - Porkendorf / 1560 - Rubea Turris
- 1606 - Verestoron / Verestorony
- 1733 - Portsest
- 1750 - Porcsesd
- 1805 - Portsesd
- 1808 - Porcsesd
- 1839 - Portsesd, Portsesdinum, Portschescht, Portsesdu
- 1861 - 1888 -  Porcesd (Porkendorf, Porcesti) / Rothenthurm / Rotherthurm
- 1873 - Porcsest
- 1913 - Porcsesd / Rotenturm
- 1920 – 1956 - Porcești
- 1964 - Porcești, Turnu Rosu
- 1966 - Turnu Rosu

|  |

## Demografie
| Localitatea Turnu Roșu, Sibiu - evoluția demografică 050010001500200025001850189019101930195619772002populațiePopulația istorică din Localitatea Turnu Roșu, Sibiu Date: Recensăminte sau birourile de statistică - grafică realizată de Wikipedia |

Componența etnică a comunei Turnu Roșu în anul 2011
     Români (98,98%)
     Germani (0,12%)
     Rromi (0,88%)
     Maghiari (0,1%)
Componența confesională a comunei în anul 2011
     Ortodocși (99,12%)
     Creștini după evanghelie (0,42%)
     Luterani (0,04%)
     Romano-Catolici (0,04%)
     Greco-Catolici (0,04%)
     Alte religii (0,3%)
     Atei (0,04%)
Structura pe sexe a comunei în anul 2011 Turnu Roșu
     Femei (52,4%)
     Bărbați (47,6%)
Componența etnică a satului Turnu Roșu în anul 1910
     Români (87,7%)
     Germani (1,08%)
     Maghiari (11,26%)
Componența confesională a satului în anul 1910
     Ortodocși (86,71%)
     Unitarieni (0,42%)
     Luterani (0,35%)
     Romano-Catolici (5,75%)
     Greco-Catolici (1,24%)
     Evrei (0,41%)
     Reformați (5,1%)

## Obiective turistice
- Localitatea deține o colecție muzeală înființată în 1976 în locul vechii școli românești de la sfârșitul secolului al XVIII-lea. Sunt expuse o serie de piese cu caracter istoric și etnografic, provenite din donațiile localnicilor. Muzeul este deschis publicului.

- În afara satului, spre sud și sud-est, se găsește rezervația naturală Calcarele eocene de la Porcești.

- La 3 km de localitate se află Mănăstirea „Turnu Roșu”, cu hramul „Adormirea Maicii Domnului”.S-a descoperit din vechea mânăstire o cărămidă pe care era inscripționat anul 1601.

Cronicile arată ca în 1761 și acestă biserică a fost distrusă de generalul austriac Adolf von Buccow, din ordinul dat de Maria Tereza, împreună cu multe alte biserici și mănăstiri ortodoxe. Au fost dărâmate cu tunurile sau li s-a dat foc în încercarea de a extermina credința ortodoxă de dincolo de Carpați.
Biserica veche, ridicată de locuitorii comunei pe la 1850, a fost pictată in 1989 în stil neobizantin. Iar în 1994 mănăstirea se reînființează și se sfințește de către Mitropolitul Ardealului, Antonie Plamadeală. 
În 2004, s-au introdus curentul electric și apa curentă.
- Traseul creasta Munților Făgărașilor, urmând șoseaua, la trei km de ieșirea din sat, ajungeți la mănăstire, un drum forestier mai continuă până ajungeți la cărarea care duce spre Vârful Suru.

- Rezervația naturală Calcarele eocene de la Turnu Roșu - Porcești (60 ha).

## Monumente
- Monumentul Eroilor Români din Al Doilea Război Mondial. Obeliscul este situat în centrul satului și a fost dezvelit în anul 1959, pentru cinstirea eroilor români căzuți în Al Doilea Război Mondial. Monumentul are o înălțime de 3 m și este realizat din piatră de râu, beton și marmură, la inițiativa A.V.S.A.P. Porcești.

- Biserica ortodoxă „Sf. Nicolae”, zidită de logofătul Toma Beceriul în numele lui Matei Basarab în anul 1653, în 2013 se află aproape de centrul comunei la Str. Bisericii Nr. 75. Acest edificiu cu decorul exterior bogat este un monument istoric înscris în Patrimoniul cultural național al României (cu codul  SB-II-m-A-12574).[5][6]

|  |  |

## Imagini

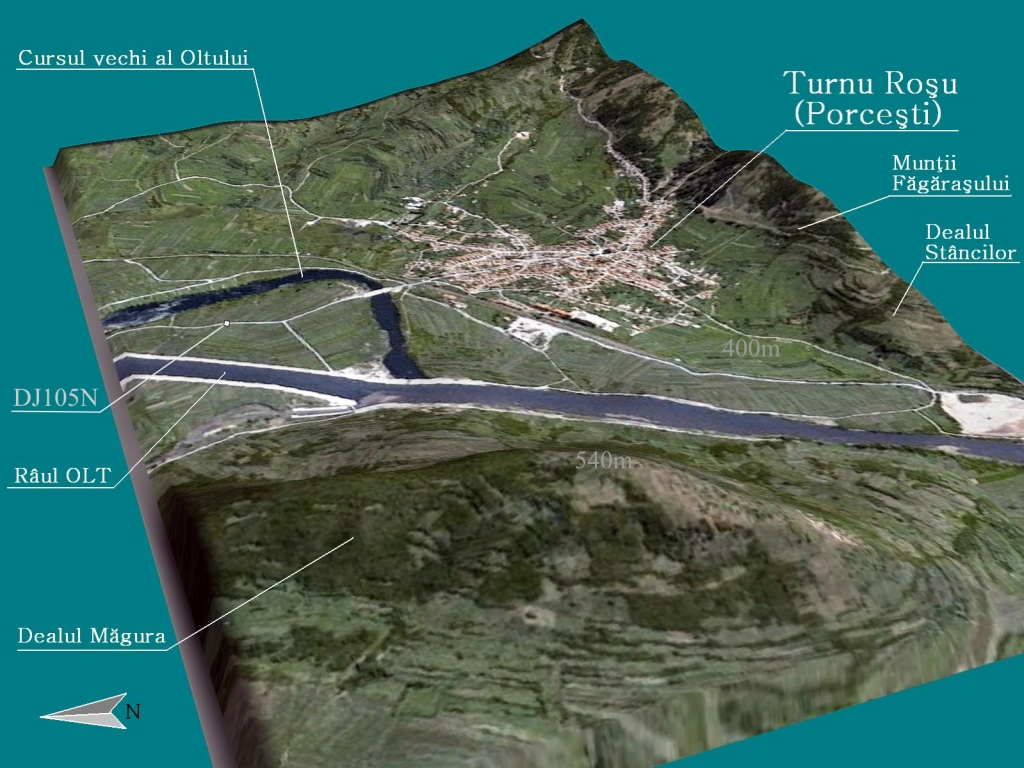
Amplasare zonală
Panoramic al reliefului din Turnu Roşu
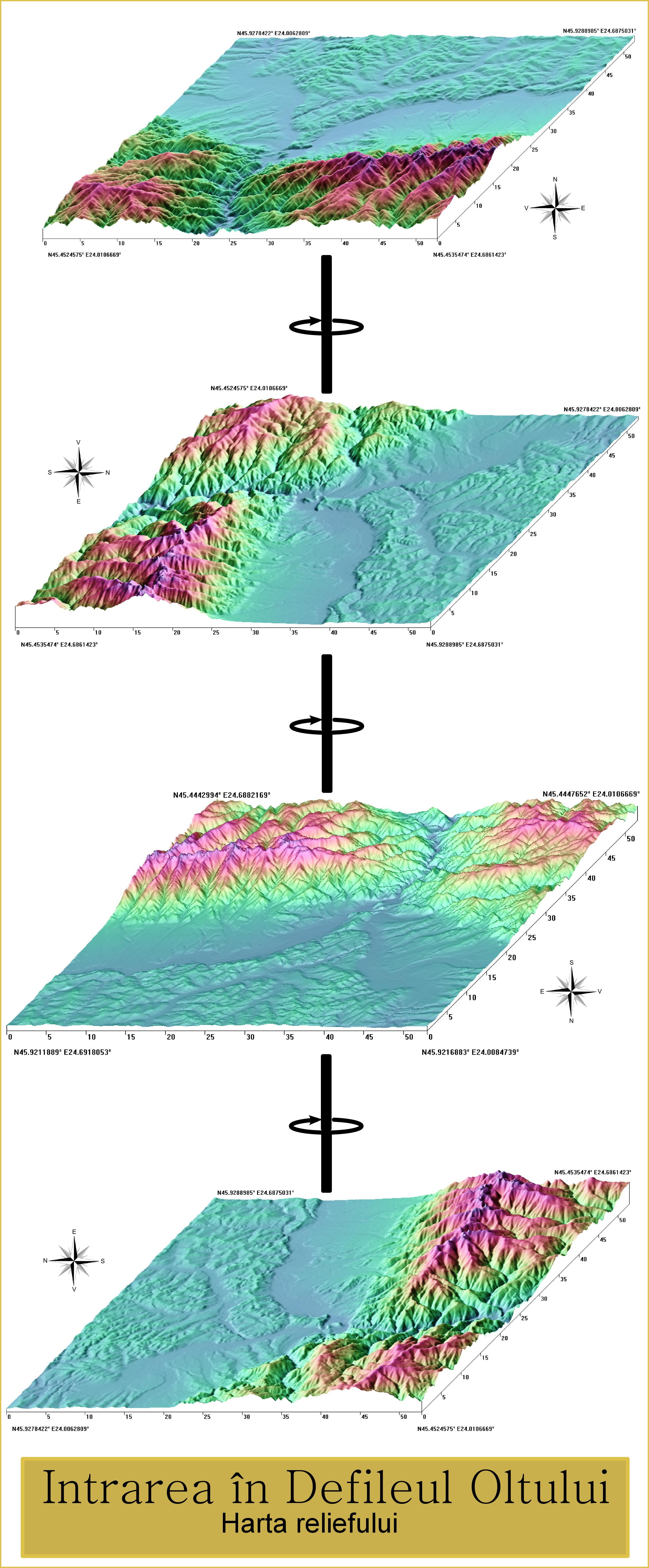
Harta topografică la intrarea Oltului în defileu
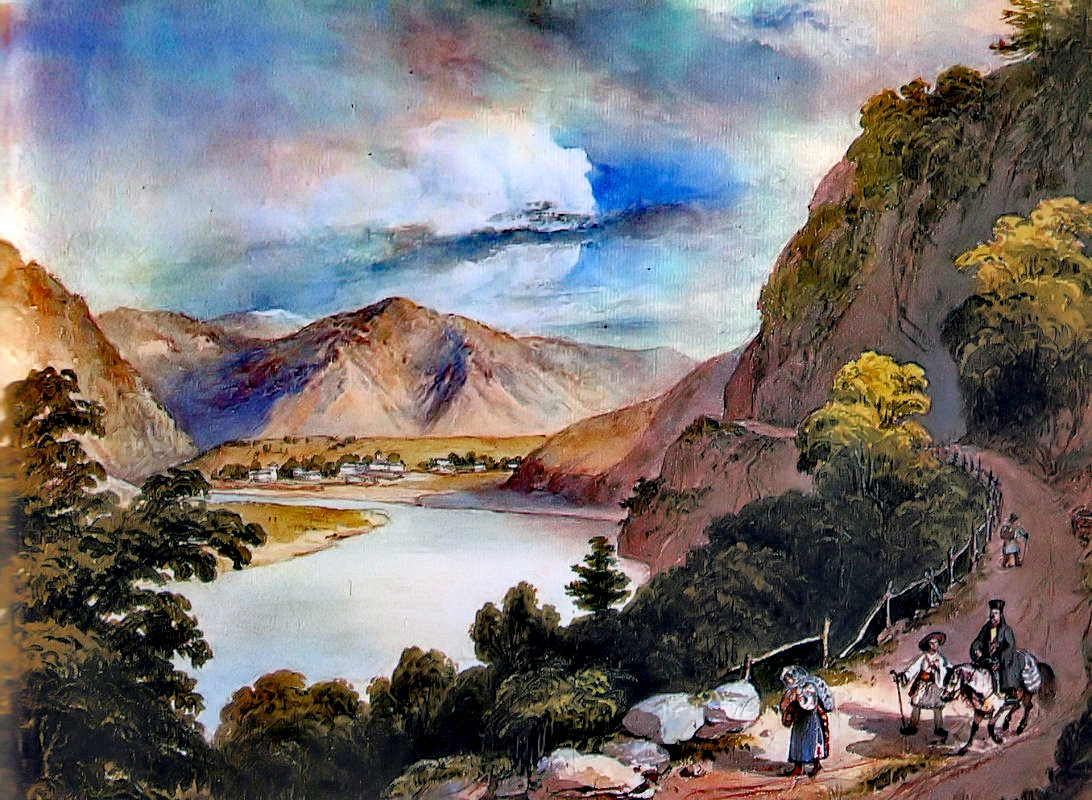
Acuarelă de Miklós Barabás, 1831
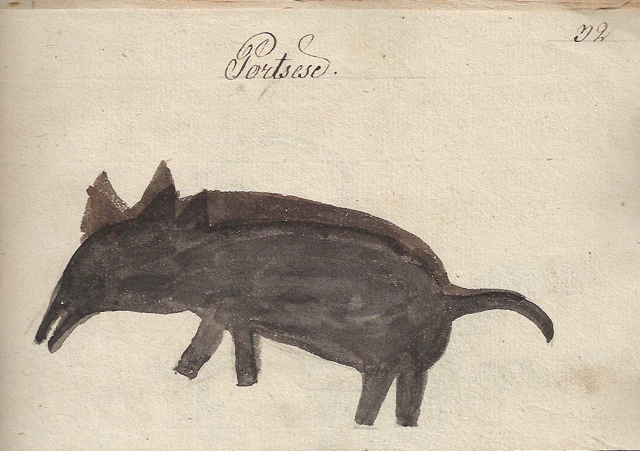
1826, Danga pentru vitele din Porceşti
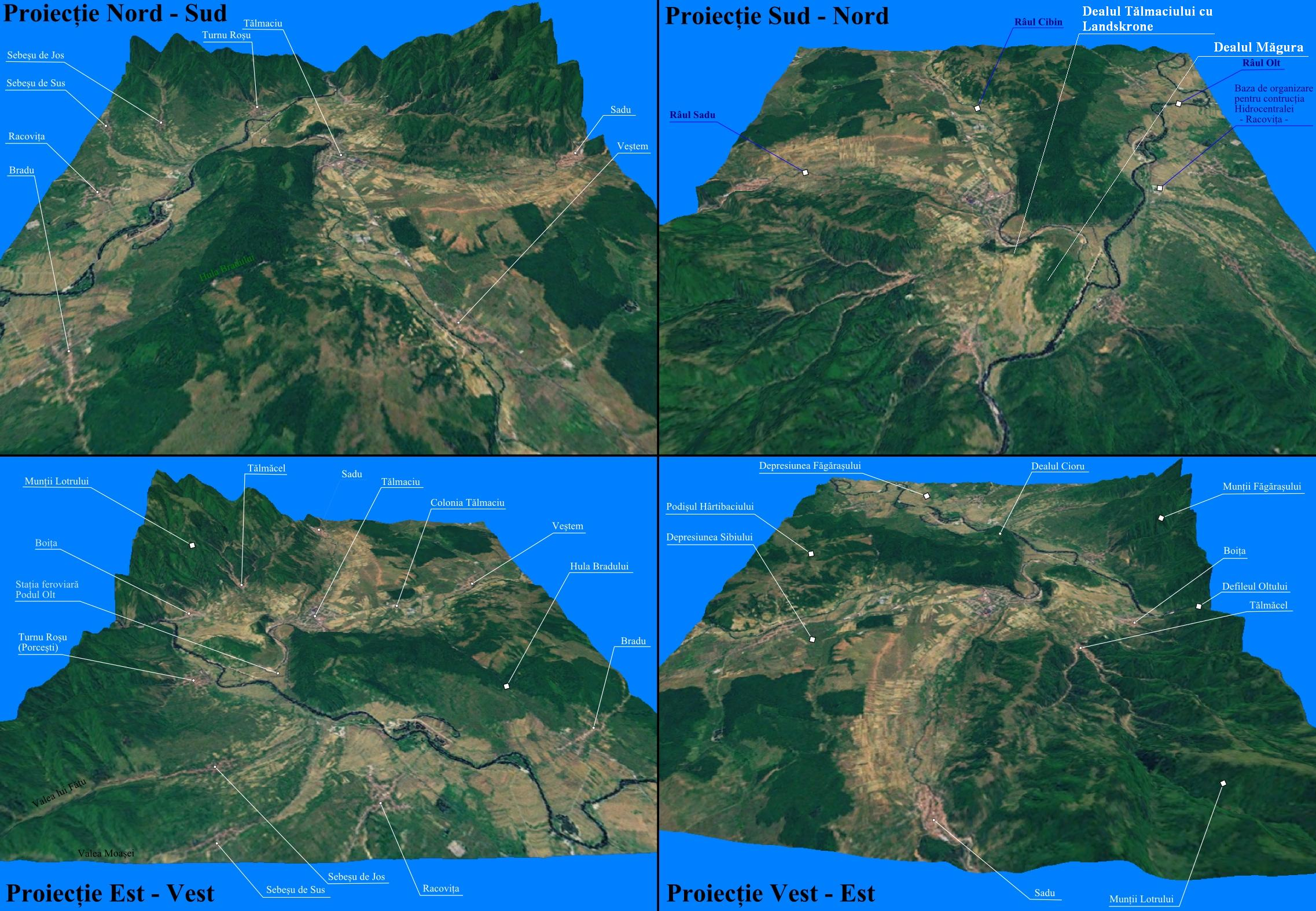
Prelucrare 3D